# Vento de Maio
Albums de Elis Regina
Elis
(1977) Transversal Do Tempo (live)
(1978)
Vento de Maio est un album d'Elis Regina, sorti en 1978.

## L'album
Il fait partie des 1001 albums qu'il faut avoir écoutés dans sa vie. 

### Titres
1. Vento de Maio (Lô Borges, Márcio Borges, Telo Borges) (3:23)
2. Sai Dessa (Nathan Marques, Ana Terra) (2:09)
3. Tiro ao Álvaro (Adoniran Barbosa) (2:42)
4. Só Deus É Quem Sabe (Guilherme Arantes) (3:55)
5. O Que Foi Feito Devera (Márcio Borges, Fernando Brant, Milton Nascimento) (4:49)
6. Nova Estação (New Season) (Luiz Guedes, Thomas Roth (pt)) (3:18)
7. Calcanhar de Aquiles (Jean Garfunkel, Paulo Garfunkel) (3:11)
8. Outro Cais (Elis Regina) (2:03)
9. Rebento (Gilberto Gil) (5:04)
10. O Trem Azul (Ronaldo Bastos, Lô Borges) (4:26)
11. O Medo de Amar É O Medo de Ser Livre (Fernando Brant) (4:23)
12. Se Eu Quiser Falar Com Deus (Gilberto Gil) (4:26)
13. Aprendendo Jogar (Guilherme Arantes) (4:07)